# 短梗大参
短梗大参（学名：Macropanax rosthornii）为五加科大参属的植物，是中国的特有植物。分布在中国大陆的江西、湖南、湖北、贵州、广西、四川、广东、甘肃、福建等地，生长于海拔500米至1,300米的地区，多生长在森林和灌丛各林缘路旁，目前尚未由人工引种栽培。

## 别名
节梗大葠（广西植物名录）、卢氏梁王茶（福建师范学院学报）、七叶风、七叶莲（湖南土名）